# Оленина, Анна Алексеевна
Анна Алексеевна Андро, урождённая Оленина (8 августа 1807 — 15 (27) декабря 1888) — дочь президента Петербургской Академии художеств А. Н. Оленина. Возлюбленная Пушкина в 1828—1829 годах. Адресат его стихотворений «Её глаза», «Пустое Вы сердечным ты…», «Не пой красавица при мне», многих строф «Онегина». Музыкант и певица. Автор неизданных до сих пор дневников и мемуаров о Пушкине. Супруга президента Варшавы Ф. А. Андро. Покровительствовала молодым талантам Польши.

## Биография

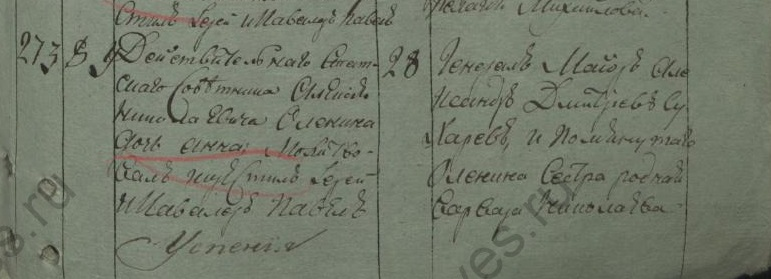
Метрическая запись о рождении А. А. Олениной.

Анна Оленина была младшей дочерью в семье Алексея Николаевича Оленина и Елизаветы Марковны, урождённой Полторацкой. По линии матери приходилась двоюродной сестрой Анне Керн. Родилась в Петербурге, крещена 28 августа 1807 года в церкви Успения Пресвятой Богородицы на Сенной при восприемстве А. Д. Сухарева и тетки В. Н. Олениной. Благодаря отцу, знавшему десять языков, получила прекрасное образование. Сама она писала:

Батюшке я сама во многом обязана, от его истинного глубокого знания и мне кое-что перепало. В его разговорах, выборе для меня книг и в кругу незабвенных наших великих современников: Карамзина, Блудова, Крылова, Гнедича, Пушкина, Брюллова, Батюшкова, Глинки, Мицкевича, Уткина, Щедрина и прочих почерпала я всё, что было в то время лучшего.

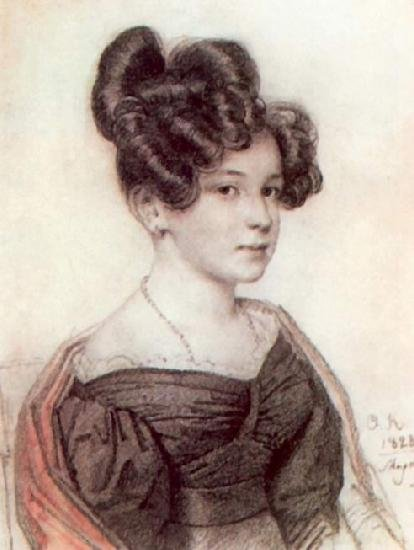
А. Оленина на портрете
О. А. Кипренского (1828)

Кроме того, Аннет прекрасно пела, а в молодые годы написала музыку к думе Рылеева «Смерть Ермака». В 17 лет она была назначена фрейлиной императорского двора. Знакомство с Пушкиным произошло в конце 1810-х годов, когда поэт стал бывать в доме Олениных, который был центром литературной и художественной жизни Петербурга. Но сближение их произошло позднее, когда в мае 1827 года он вернулся из семилетней ссылки. Их первая встреча произошла на балу у графини Тизенгаузен-Хитрово. Позднее Пушкин часто посещал Олениных, а в их усадьбе, Приютино, был своим человеком. Вяземский писал своей жене 21 мая 1828 года: «Ездил я с Мицкевичем вечером к Олениным в деревню в Приютино, вёрст за 17. Там нашли мы и Пушкина с своими любовными гримасами».
В этот период Анна Алексеевна начинает задумываться о замужестве. В своём дневнике она пишет: «Сама вижу, что мне пора замуж: я много стою родителям, да и немного надоела им. Пора, пора мне со двора, хотя и это будет ужасно. Оставив дом, где была счастлива столько времени, я войду в ужасное достоинство жены!» Особенно её волнуют возможные измены супруга: «… Как часто, увлекаемый пылкими страстями молодости, будет он забывать свои обязанности! Как часто будет любить других, а не меня… Но я преступлю ли законы долга, будучи пренебрегаема мужем? Нет, никогда!» Выбор у Анны Алексеевны был богатый. В беседе с Крыловым, состоявшейся в июле 1828 года, она назвала двух возможных претендентов — Мейендорфа и Киселёва, хотя призналась, что «не влюблена в них». Ответ поэта она записала в дневнике:

… Боже избави, — сказал он, — но я желал бы, чтоб вы вышли за Киселёва и, ежели хотите знать, то он сам того желает. Но он и сестра говорят, что нечего ему соваться, когда Пушкин того же желает.

Вскоре Пушкин действительно просил руки Анны Алексеевны, но получил решительный отказ. По Петербургу поползли сплетни о якобы сказанных словах поэта: «Мне бы только с родными сладить, а с девчонкой я уж слажу сам». Камер-юнкер Е. П. Штерич передал эти слова и Анне Алексеевне, чем привёл её в состояние «ярости от речей, которые Пушкин держал за мой счёт». Впрочем, Сергей Голицын (Фирс), защищая Пушкина, сказал, что был при этом разговоре и это было сказано «не совсем так», обвинив в интриге Варвару Дмитриевну Полторацкую, тётку Олениной, которая желала, чтобы на Аннет женился её брат Николай. Среди возможных причин отказа Олениных пушкинист П. И. Бартенев называл так же секретный надзор, учреждённый за поэтом 28 июня 1828 года, о чём Оленин, как член Государственного совета, не мог не знать. Свою роль сыграли и отношения поэта с племянницей Елизаветы Марковны — Анной Керн. 5 сентября на именинах Елизаветы Марковны Пушкин сообщил, что вынужден уехать в своё имение.

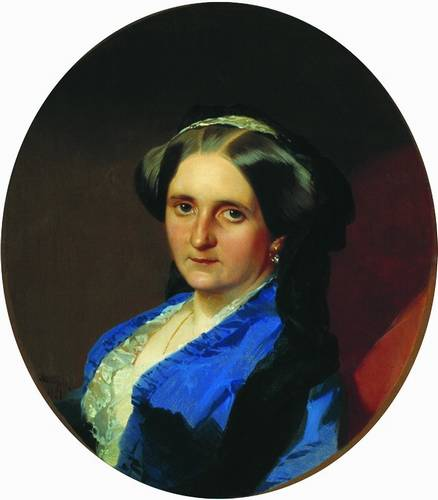
Анна Андро на портрете И. К. Макарова (1851)

Анна Алексеевна вышла замуж уже после смерти Пушкина 16 февраля 1840 года в возрасте 32-х лет. Её мужем стал полковник лейб-гвардии Гусарского полка Ф. А. Андро. В 1844 году переехала с ним в Варшаву, где прожила около 40 лет. Её муж ревновал к прошлому и «всё, что некогда наполняло её девичью жизнь, не должно было более существовать, даже как воспоминание».
В браке родились дети:
- Александра (1842—1910), в замужестве Гарбинская, затем Малковская.
- Софья (1844—1920), жена генерал-лейтенанта барона Н. А. Сталь фон Гольштейна. Их дочь Ольга (1869—1938), была замужем за Н. А. Звегинцовым.
- Фёдор (1845—1899), воспитанник Пажеского корпуса (1865), участник русско-турецкой войны 1877—1878 годов, полковник, командир 5-го Донского казачьего полка. Был женат на Татьяне Дмитриевне Романовой (1846—1870). По словам А. В. Маркова-Виноградского[4], «избалованный с детства Фёдор Андро, будучи болен дурной болезнью, женился было на доброй Тане Романовой, заразил её, и, она бедная, умерла при первых родах, оставив после своей короткой жизни прелестного Митю». Их сын Дмитрий Андро воспитывался у бабушки А. С. Романовой в Митине, враждебно настроенной к зятю, и виделся с отцом тайно. Впоследствии женился вторично на Софье Николаевне Шидловской.
- Антонина (1847—1918)[5], фрейлина, была замужем за волынским помещиком А. А. Уваровым, затем за генералом К. М. Войде.

В 1850 году Анна Алексеевна обращалась к императору Николаю I с прошением о дозволении её мужу пользоваться графским титулом и фамилией своего отца, однако соответствующие бумаги, собранные ею во Франции и представленные министру юстиции, были признаны недостаточными. Овдовев, Анна Алексеевна переехала в имение Деражно Новоград-Волынского уезда Волынской губернии, принадлежавшее её младшей дочери Антонине Фёдоровне Уваровой.
Скончалась в 1888 году и была похоронена на кладбище Корецкого монастыря (фотография надгробия). Архив её после смерти был разделён между дочерьми.

## В популярной культуре

### Произведения Пушкина (спорно)
- Ты и вы
- Её глаза
- Не пой, красавица, при мне
- Увы, язык любви болтливый
- Волненьем жизни утомлённый…
- Предчувствие («Снова тучи надо мною»)
- Я вас любил (Пушкин)

В её альбом он также написал стихотворения «Приметы» («Я ехал к вам: живые сны…»), «В альбом» («Что в имени тебе моём»).

### Произведения Гнедича
В 1832 году вышла книга Н. Гнедича «Стихотворения». Четыре стихотворения в ней были обращены к А. Олениной.
- «К А. А. О. При получении ею в подарок китайского веера»
- «Анетте О. в альбом»
- «А. А. О.» (В альбом, 1827)
- «К кающейся грешнице» (1827)

Кроме того, стихи Олениной посвящали И. Крылов, М. Лермонтов, И. Козлов, Д. Веневитинов.